# گروه مهدویون

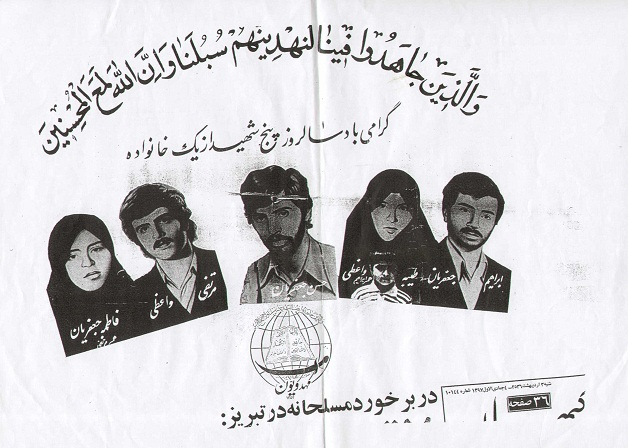
نمایی از پوستر پنج جان‌باختهٔ گروه مهدویون - به‌تاریخ ۱۳۵۶

گروه مهدویون، از گروه‌های منشعب‌شده از سازمان مجاهدین خلق ایران به رهبری مهدی شاه‌کرمی بود. این گروه در اواخر سال ۱۳۵۲ و اوائل سال ۱۳۵۳ در اصفهان در پی جدایی شاه‌کرمی از سازمان مجاهدین پس از تغییر ایدئولوژی‌اش تشکیل شد.

## شکل‌گیری
محمد شاه کرمی از اعضای مسلمان سازمان مجاهدین که دانشجوی سابق دانشگاه صنعتی اصفهان و اهل اصفهان بود در مورد مسائل موجود در سازمان و بالاخص مارکسیسم زدگی و عدم تقید شرعی اعضا انتقاداتی را خطاب به مافوق تشکیلاتی اش مطرح می‌کند. پس از صحبت‌های بالادستی، به این نتیجه می‌رسند که افکار شاه کرمی به هیچ وجه قابل انطباق با تشکیلات نیست؛ بنابراین از جمله به برخوردهای اصلاحی انتقادی با وی مثل اعزام به کارگری می‌پردازند. اما پس از چندی شاه کرمی اعلام داشت که نمی‌تواند با سازمان کار کند و شخصاً از آن جدا شد.
مهمترین دستاورد ایدئولوژیک این گروه «جزوه شناخت» با تکیه بر آثار ملاصدرا و در رد ایدئولوژی سازمان مجاهدین بود.
وی همراه برادش و چند تن از دوستان از جمله محمود طریق‌الاسلام گروهی به نام مهدویون را پایه‌ریزی کرد. این گروه با اعتقاد به ایدئولوژی اسلامی و قبول ضرورت مبارزه مسلحانه با حداقل امکانات به فعالیت مشغول شد.
مهدی شاه کرمی در ۳۱ خرداد ۵۴ و برادرش محمد در ۲۸ بهمن آن سال در درگیری با پلیس امنیتی کشته شدند. جریان مهدویون از نیمه دوم سال ۵۴ به شکل دیگری ادامه یافت و پس از پیروزی انقلاب ۱۳۵۷ با ادغام در چند گروه دیگر سازمان مجاهدین انقلاب اسلامی را پدیدآورد. صادق نوروزی از جمله اعضای این گروه بود.